# Torneo masculino de fútbol de los Juegos Panamericanos de 2015
El Torneo de fútbol masculino en los Juegos Panamericanos de Toronto 2015 se disputó entre el 12 y 26 de julio de ese año en la ciudad de Hamilton, Canadá. 
Participaron en el torneo las selecciones Sub-22 de cada país, es decir, aquellos que hallan nacido después del 1 de enero de 1993. Entre los participantes se encuentra Canadá como anfitrión, México como campeón defensor, las 4 últimas selecciones posicionadas del Hexagonal final del Campeonato Sudamericano Sub-20 de 2015 y los 2 primeros lugares de la Clasificación para el Campeonato Sub-20 de la Concacaf de 2015.
El torneo se disputó íntegramente en el Tim Hortons Field o Estadio de Fútbol Panamericano de Hamilton CIBC.

## Sede
| Canadá            |
| Hamilton          |
| Ontario           |
| ----------------- |
| Tim Hortons Field |
| Capacidad: 23.218 |
|                   |

## Equipos participantes
| Clasificatorias | Clasificatorias |
| --------------- | --------------- |
| Conmebol        | Concacaf        |

| Equipos participantes | Equipos participantes | Equipos participantes | Equipos participantes |
| --------------------- | --------------------- | --------------------- | --------------------- |
| Brasil                | México                | Paraguay              | Trinidad y Tobago     |
| Canadá                | Panamá                | Perú                  | Uruguay               |

## Árbitros
| Árbitros    | Árbitros         |
| ----------- | ---------------- |
| Barbados    | Adrian Skeete    |
| Canadá      | Mathieu Bourdeau |
| Costa Rica  | Jeffrey Solís    |
| Cuba        | Marcos Brea      |
| Guatemala   | Óscar Reyna      |
| Guyana      | Sherwin Moore    |
| Honduras    | Raúl Castro      |
| Jamaica     | Valdin Legister  |
| México      | José Peñaloza    |
| Puerto Rico | Javier Santos    |

## Calendario y resultados
- Los horarios corresponden a la hora de Hamilton (UTC-4)
- Leyenda: Pts: Puntos; PJ: Partidos jugados; PG: Partidos ganados; PE: Partidos empatados; PP: Partidos perdidos; GF: Goles a favor; GC: Goles en contra; Dif: Diferencia de goles.

### Primera fase

#### Grupo A
| Equipo | Pts | PJ | PG | PE | PP | GF | GC | DIF |
| ------ | --- | -- | -- | -- | -- | -- | -- | --- |
| Brasil | 7   | 3  | 2  | 1  | 0  | 11 | 4  | +7  |
| Panamá | 5   | 3  | 1  | 2  | 0  | 5  | 4  | +1  |
| Perú   | 3   | 3  | 1  | 0  | 2  | 3  | 6  | -3  |
| Canadá | 1   | 3  | 0  | 1  | 2  | 1  | 6  | -5  |

| 12 de julio de 2015, 17:30 | Panamá                           | 2:1 (0:0) | Perú          | Tim Hortons Field, Hamilton |                           |
|                            | Aguilar 47' · Escobar 90' (pen.) | Reporte   | Maldonado 54' | Árbitro(s): Jeffrey Solís   | Árbitro(s): Jeffrey Solís |

| 12 de julio de 2015, 20:30 | Canadá      | 1:4 (0:2) | Brasil                                           | Tim Hortons Field, Hamilton |                           |
|                            | Babouli 58' | Reporte   | Luciano 7' · Romulo 38' · Clayton 47' · Erik 89' | Árbitro(s): José Peñaloza   | Árbitro(s): José Peñaloza |

| 16 de julio de 2015, 17:30 | Perú | 0:4 (0:4) | Brasil                                        | Tim Hortons Field, Hamilton |                         |
|                            |      | Reporte   | Luan 3' · Clayton 20' · Romulo 26' · Dodô 30' | Árbitro(s): Raúl Castro     | Árbitro(s): Raúl Castro |

| 16 de julio de 2015, 20:30 | Panamá | 0:0     | Canadá | Tim Hortons Field, Hamilton |                             |
|                            |        | Reporte |        | Árbitro(s): Valdin Legister | Árbitro(s): Valdin Legister |

| 20 de julio de 2015, 17:30 | Brasil                        | 3:3 (3:1) | Panamá                        | Tim Hortons Field, Hamilton                               |                                                           |
|                            | Luciano 24' 25' · Clayton 37' |           | Aguilar 40' 51' · Escobar 56' | Asistencia: 33 286 espectadores Árbitro(s): José Peñaloza | Asistencia: 33 286 espectadores Árbitro(s): José Peñaloza |

| 20 de julio de 2015, 20:30 | Canadá | 0:2 (0:1) | Perú                             | Tim Hortons Field, Hamilton |                           |
|                            |        |           | Rodas 12' · Manjrekar 68' (a.g.) | Árbitro(s): Adrian Skeete   | Árbitro(s): Adrian Skeete |

#### Grupo B
| Equipo            | Pts | PJ | PG | PE | PP | GF | GC | DIF |
| ----------------- | --- | -- | -- | -- | -- | -- | -- | --- |
| México            | 7   | 3  | 2  | 1  | 0  | 6  | 3  | +3  |
| Uruguay           | 6   | 3  | 2  | 0  | 1  | 5  | 1  | +4  |
| Paraguay          | 4   | 3  | 1  | 1  | 1  | 6  | 3  | +3  |
| Trinidad y Tobago | 0   | 3  | 0  | 0  | 3  | 3  | 13 | -10 |

| 13 de julio de 2015, 17:30 | Trinidad y Tobago | 0:4 (0:3) | Uruguay                                                 | Tim Hortons Field, Hamilton |                         |
|                            |                   | Reporte   | Formiliano 5' · Ricca 19' · Albarracín 30' · Lozano 69' | Árbitro(s): Óscar Reyna     | Árbitro(s): Óscar Reyna |

| 13 de julio de 2015, 20:30 | Paraguay    | 1:1 (0:1) | México     | Tim Hortons Field, Hamilton  |                              |
|                            | Cardozo 71' | Reporte   | Zúñiga 15' | Árbitro(s): Mathieu Bourdeau | Árbitro(s): Mathieu Bourdeau |

| 17 de julio de 2015, 17:30 | México      | 1:0 (0:0) | Uruguay | Tim Hortons Field, Hamilton |                        |
|                            | Silva 90+3' | Reporte   |         | Árbitro(s): Marco Brea      | Árbitro(s): Marco Brea |

| 17 de julio de 2015, 20:30 | Paraguay                                                 | 5:1 (0:0) | Trinidad y Tobago | Tim Hortons Field, Hamilton |                           |
|                            | Ferreira 63' 71' · Ramírez 65' · Alegre 76' · Aranda 79' | Reporte   | García 53'        | Árbitro(s): Javier Santos   | Árbitro(s): Javier Santos |

| 21 de julio de 2015, 17:30 | Trinidad y Tobago      | 2:4 (2:0) | México                                                   | Tim Hortons Field, Hamilton |                           |
|                            | Ricardo 7' · Henry 39' | Reporte   | Espericueta 60' · Álvarez 68' · Bueno 90' · Zúñiga 90+3' | Árbitro(s): Sherwim Moore   | Árbitro(s): Sherwim Moore |

| 21 de julio de 2015, 20:30 | Uruguay       | 1:0 (0:0) | Paraguay | Tim Hortons Field, Hamilton |                         |
|                            | Gorriarán 51' | Reporte   |          | Árbitro(s): Óscar Reyna     | Árbitro(s): Óscar Reyna |

### Segunda fase
|  | Semifinales           | Semifinales           |   |                       | Final                 | Final |  |
|  |                       |                       |   |                       |                       |       |  |
|  |                       |                       |   |                       |                       |       |  |
|  | Hamilton, 23 de julio |                       |   |                       |                       |       |  |
|  | Brasil                | 1                     |   |                       |                       |       |  |
|  | Uruguay               | 2                     |   |                       |                       |       |  |
|  |                       |                       |   |                       |                       |       |  |
|  |                       |                       |   |                       | Hamilton, 26 de julio |       |  |
|  |                       |                       |   |                       | Uruguay               | 1     |  |
|  |                       | México                | 0 |                       |                       |       |  |
|  |                       |                       |   |                       |                       |       |  |
|  |                       |                       |   |                       |                       |       |  |
|  |                       |                       |   |                       | Tercer lugar          |       |  |
|  | Hamilton, 23 de julio | Hamilton, 23 de julio |   | Hamilton, 25 de julio | Hamilton, 25 de julio |       |  |
|  | México                | 2                     |   | Brasil (t.s.)         | 3                     |       |  |
|  | Panamá                | 1                     |   |                       | Panamá                | 1     |  |

#### Semifinales
| 23 de julio de 2015, 17:30 | Brasil      | 1:2 (0:0) | Uruguay                   | Tim Hortons Field, Hamilton |                           |
|                            | Clayton 75' | Reporte   | Schetino 86' · Santos 87' | Árbitro(s): José Peñaloza   | Árbitro(s): José Peñaloza |

| 23 de julio de 2015, 20:30 | México                     | 2:1 (1:0) | Panamá    | Tim Hortons Field, Hamilton |                           |
|                            | Zaldívar 2' · Cisneros 61' | Reporte   | Núñez 59' | Árbitro(s): Javier Santos   | Árbitro(s): Javier Santos |

#### Partido por la medalla de bronce
| 25 de julio de 2015, 13:00 | Brasil                           | 3:1 (1:1, 0:1) (t. s.) | Panamá      | Tim Hortons Field, Hamilton |                             |
|                            | Luciano 76' 115' · Domingues 99' |                        | Núñez 45+2' | Árbitro(s): Valdin Legister | Árbitro(s): Valdin Legister |

#### Final
| 26 de julio de 2015, 14:00 | Uruguay    | 1:0 (1:0) | México | Tim Hortons Field, Hamilton |                         |
|                            | Lozano 11' |           |        | Árbitro(s): Óscar Reyna     | Árbitro(s): Óscar Reyna |

| Bandera de Uruguay |
| Campeón Uruguay    |
| 2° título          |

## Estadísticas
| # | Equipos           | Pts | PJ | PG | PE | PP | GF | GC | Dif | Rend  |
| - | ----------------- | --- | -- | -- | -- | -- | -- | -- | --- | ----- |
| 1 | Uruguay           | 12  | 5  | 4  | 0  | 1  | 8  | 2  | 6   | 80%   |
| 2 | México            | 10  | 5  | 3  | 1  | 1  | 8  | 5  | 3   | 66.6% |
| 3 | Brasil            | 10  | 5  | 3  | 1  | 1  | 15 | 7  | 8   | 66,6% |
| 4 | Panamá            | 5   | 5  | 1  | 2  | 2  | 7  | 9  | -2  | 33.3% |
| 5 | Paraguay          | 4   | 3  | 1  | 1  | 1  | 6  | 3  | 3   | 44.4% |
| 6 | Perú              | 3   | 3  | 1  | 0  | 2  | 3  | 6  | -3  | 22.2% |
| 7 | Canadá            | 1   | 3  | 0  | 1  | 2  | 1  | 6  | -5  | 11.1% |
| 8 | Trinidad y Tobago | 0   | 3  | 0  | 0  | 3  | 3  | 13 | -10 | 0%    |

## Resultados
| Evento                     | Oro           | Plata        | Bronce       |
| -------------------------- | ------------- | ------------ | ------------ |
| Torneo masculino de fútbol | Uruguay (URU) | México (MEX) | Brasil (BRA) |

### Goleadores
| Jugador             | Selección | Goles |
| ------------------- | --------- | ----- |
| Luciano Da Rocha    | Brasil    | 5     |
| Clayton Da Silveira | Brasil    | 4     |
| Jorman Aguilar      | Panamá    | 3     |
| Brian Lozano        | Uruguay   | 2     |
| Martían Zúñiga      | México    | 2     |
| Fidel Escobar       | Panamá    | 2     |
| Carlos Ferreira     | Paraguay  | 2     |
| Josiel Núñez        | Panamá    | 2     |